# فرودگاه بین‌المللی آواگادوگو
فرودگاه اوآگادوگو (به انگلیسی: Ouagadougou Airport) یک فرودگاه همگانی و نظامی با کد یاتا OUA است که یک باند فرود آسفالت دارد و طول باند آن ۳۰۲۸ متر است. این فرودگاه در شهر اوآگادوگو کشور بورکینافاسو قرار دارد و در ارتفاع ۳۱۶ متری از سطح دریا واقع شده‌است.

## شرکت‌های هواپیمایی و مقصدهای پروازی

### مسافری
| شرکت‌های هواپیمایی       | مقصدهای پروازی                                                                                      |
| ----------------------- | --------------------------------------------------------------------------------------------------- |
| هواپیمایی الجزایر       | هواری بومدین، پورت بوئت                                                                             |
| ایر بورکینا             | پورت بوئت، کوتوکا، باماکو-سانوو، بوبو دیولاسو، کژیون، لئوپولد سدار سنگور، لومه-توکین، دایوری هامانی |
| ایر ساحل عاج            | پورت بوئت                                                                                           |
| ایر فرانس               | شارل دوگل پاریس، پورت بوئت                                                                          |
| ASKY Airlines           | لومه-توکین، دایوری هامانی                                                                           |
| بروکسل ایرلاینز         | بروکسل، پورت بوئت                                                                                   |
| هواپیمایی اتیوپی        | بوول                                                                                                |
| هواپیمایی پادشاهی مراکش | محمد پنجم                                                                                           |
| تونس ایر                | پورت بوئت، تونس قرطاج                                                                               |
| ترکیش ایرلاینز          | آتاترک، کوناکری                                                                                     |

### باری
| شرکت‌های هواپیمایی | مقصدهای پروازی                          |
| ----------------- | --------------------------------------- |
| ایر فرانس         | شارل دوگل پاریس                         |
| کارگولوکس         | لوگزامبورگ - فیندل                      |
| امارات اسکای‌کارگو | لئوپولد سدار سنگور، آل مکتوم، فرانکفورت |